# Zelfportretten van Vincent van Gogh
Vincent van Gogh (1853-1890) bracht veertig zelfportretten via schilderijen en schetsen tot stand.

## Nuenen
Eind 1886 ontstond zijn eerste zelfportret met hoed, staande voor zijn schildersezel met palet en penseel, alles bijeen een nogal donker schilderij.

## Antwerpen
Tussen november 1885 en februari 1886 schilderde hij in Antwerpen vijf zelfportretten.

## Parijs
Van Antwerpen ging hij in 1886 naar Parijs, waar hij zeer geïnteresseerd was in het schilderen van portretten, maar geld om modellen te huren had hij niet. In plaats daarvan ging hij via het spiegelbeeld zijn zelfportretten maken. Hij maakte er ongeveer twintig in de tijd dat hij in Parijs woonde en hij experimenteerde met kleur en techniek. De eerste portretten zijn nog steeds donker van kleur, zoals de schilderijen die hij in Drenthe maakte, maar later ogen ze vrolijker. Hij was 34 jaar toen hij in februari 1888 Parijs verliet.

## Arles
Van Gogh ging naar Arles in het zuiden van Frankrijk in de Camargue. Het was daar echter al even koud als in Parijs, het vroor en er lag sneeuw. Toen de warme zuiderzon weer begon te schijnen, maakte hij zijn kleurrijkste werken in een koortsachtig tempo, soms meerdere op een dag. Onder de zeven in Arles vervaardigde zelfportretten bevindt zich het schilderij Zelfportret met verbonden oor en pijp, waarop Van Gogh met een verband om zijn hoofd te zien is. Dit schilderij maakte hij toen hij een stuk van zijn oor had afgesneden als straf voor een ruzie met Paul Gauguin.
Ook zijn beroemde andere portretten ontstonden in deze periode, zoals van de Zouaaf, de postbode Roulin en Eugène Boch.

## Saint-Rémy-de-Provence
Toen het minder goed ging met Van Gogh werd hij opgenomen te Saint-Rémy-de-Provence, in de instelling Saint-Paul-de-Mausole aan de voet van de Alpilles. Men richtte er zelfs een klein atelier in, waarin hij kon schilderen tijdens de steeds zeldzamer momenten zonder zenuwcrisis.
De zenuwinzinkingen volgden elkaar op, maar Van Gogh bleef doorwerken en in april toonde zijn broer Theo tien werken op de Salon des Indépendants. Vincent verliet de instelling van Saint-Rémy-de-Provence en reisde naar Auvers-sur-Oise, waar hij contact had met dokter Gachet.
Tijdens zijn verblijf in Saint-Rémy-de-Provence maakte Vincent zijn laatste vier zelfportretten:
1. Met palet en penselen, september 1889
2. Blootshoofds en baardeloos, september 1889
3. Blootshoofds voor een donkerblauwe achtergrond, tussen mei 1889 en juli 1890
4. In open jas voor een achtergrond van wervelende penseelstreken, tussen mei 1889 en juli 1890

## Galerij

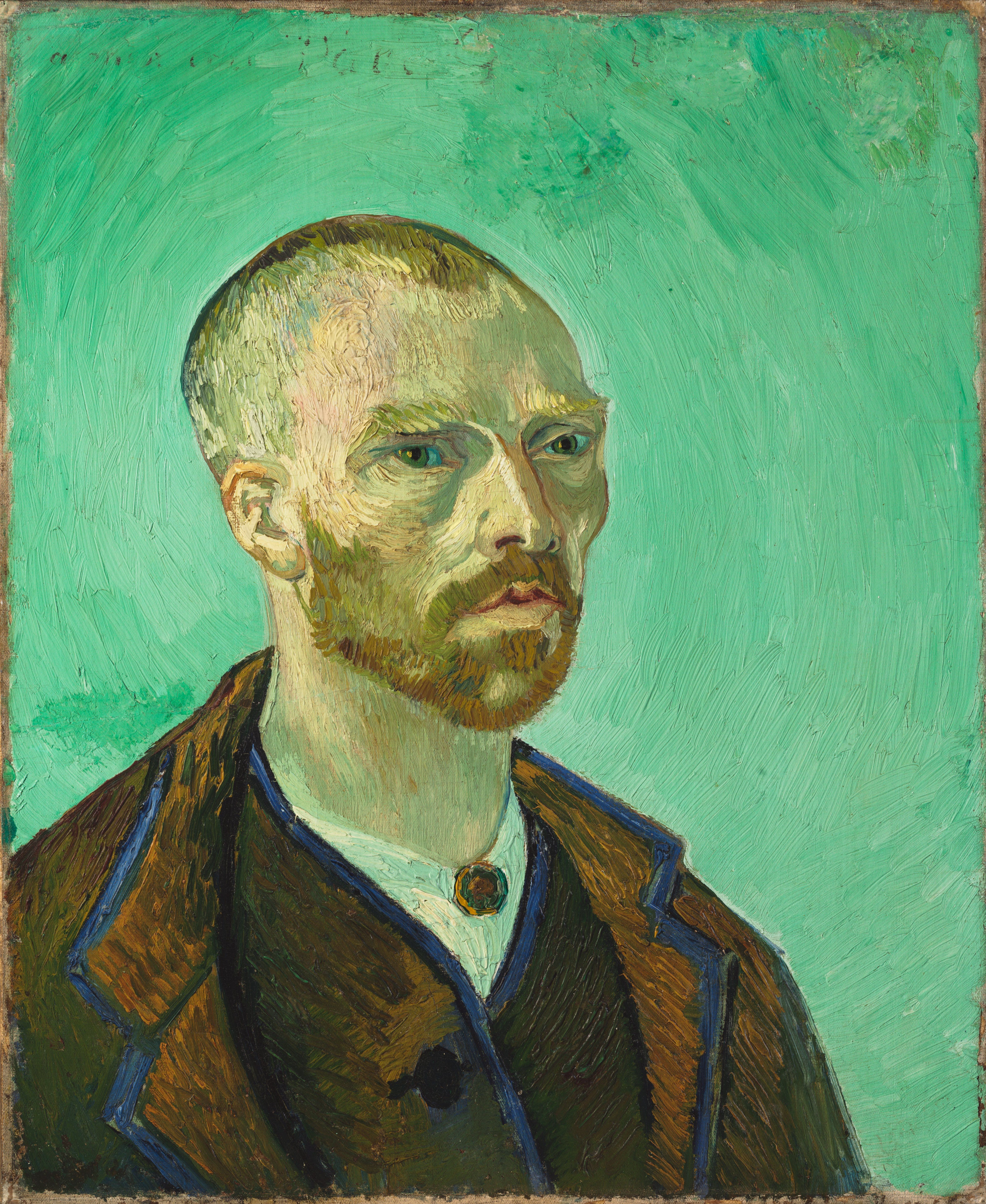
Zelfportret, opgedragen aan Gauguin, 1888
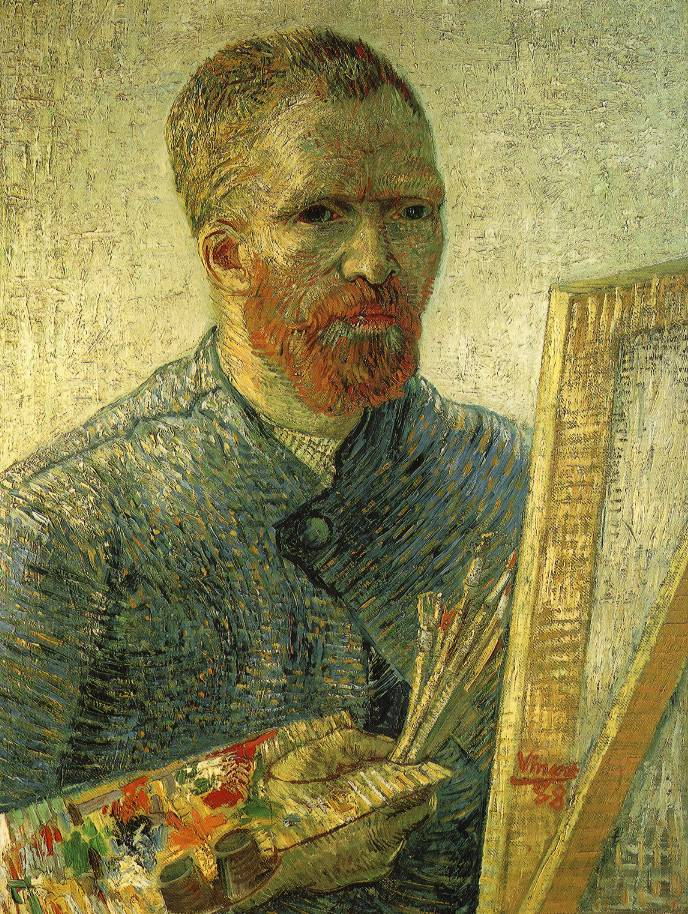
Zelfportret voor de ezel, begin 1888
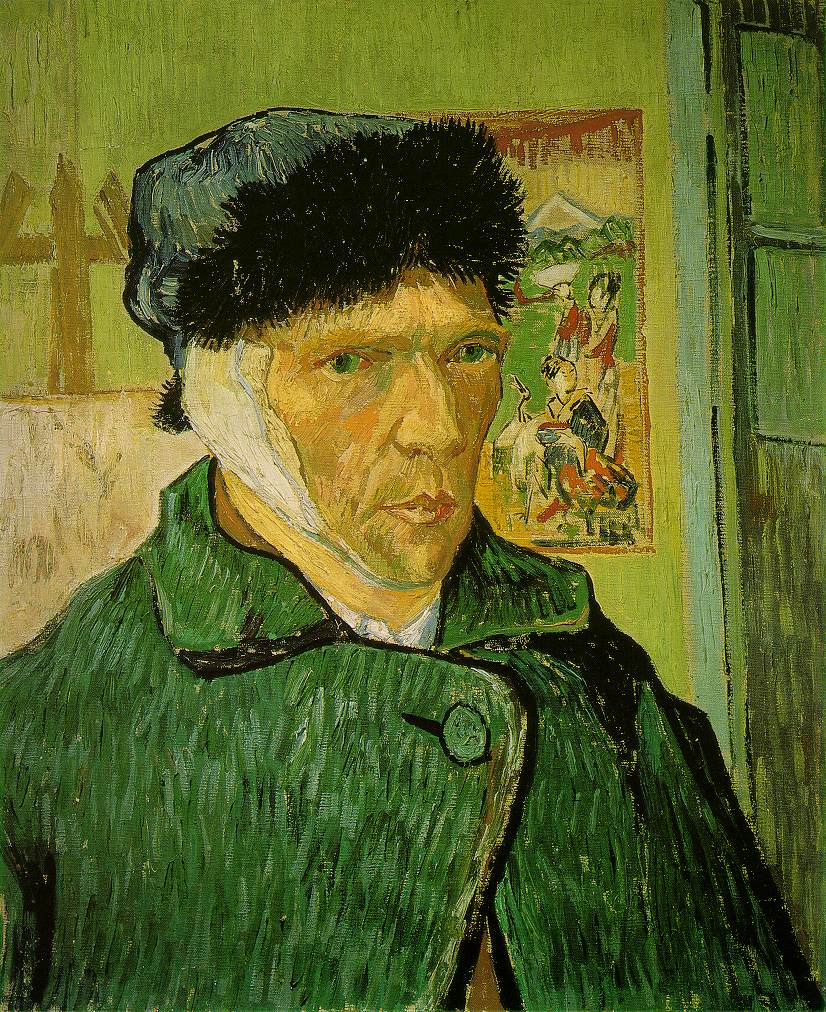
Zelfportret met verbonden oor, januari 1889
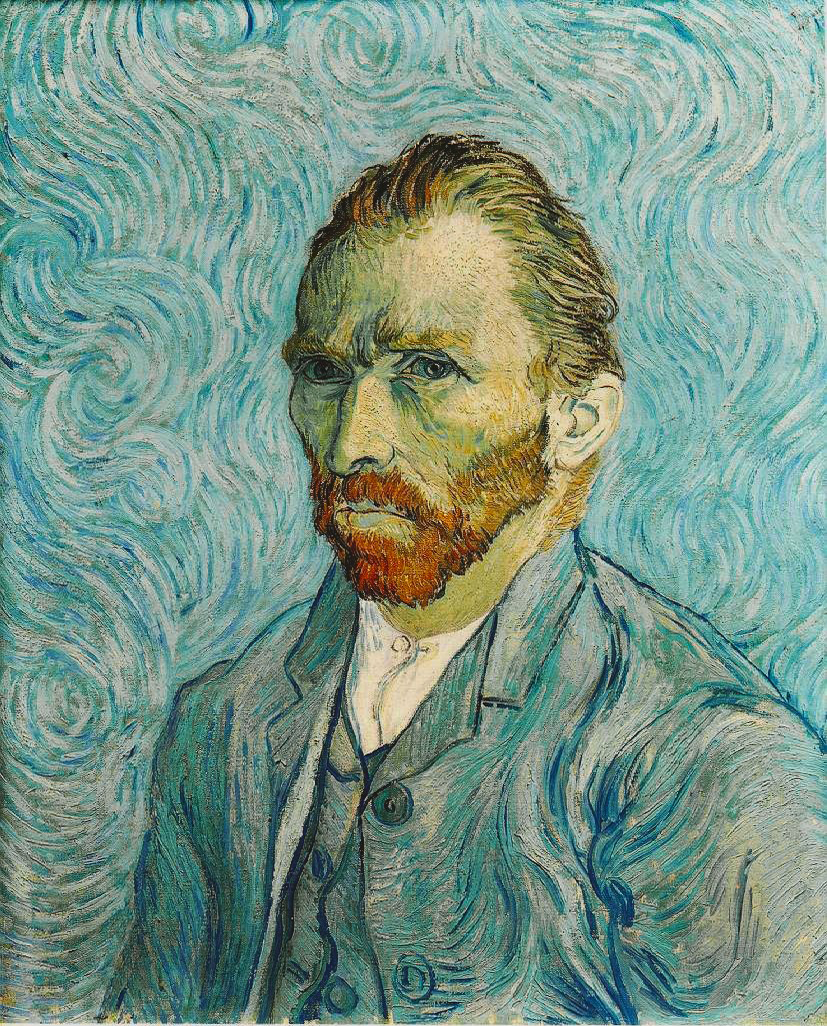
Zelfportret, 1889, Musée d'Orsay